# Amanita frostiana
Amanita frostiana là một loài nấm bản địa đông Hoa Kỳ và đông nam Canada. Loài nấm này có màu sắc khác nhau từ vàng, đỏ hoặc thường hồng đỏ.